# Carcinoma midollare della mammella
Il  carcinoma  midollare  in campo medico, è una forma di carcinoma della mammella, una tipologia di tumore maligno.

## Epidemiologia
Fra le varie forme rappresenta un 5-7% del totale, anche se altri studi affermano una sua maggiore rarità (1%) si manifesta principalmente nel sesso femminile con un'età inferiore alla quarta decade (dalla terza a scendere)

## Manifestazioni
La massa si espande velocemente fino ad arrivare ad alcuni centimetri ma al tatto risulta molle, inoltre vi è l'infiltrazione linfoide dello stroma. Secondo una parte della letteratura esiste una variante definita "atipica".

## Esami
Per una corretta diagnosi occorrono diversi esami:
- Mammografia
- Esame citologico
- Scintigrafia mammaria

## Prognosi
La prognosi rispetto ad altri tumori simili è più favorevole, anche per la sua minore espansione metastatica.